# 君と僕のストーリー
『君と僕のストーリー』（きみとぼくのストーリー）はるぅとの1stミニアルバムである。2018年9月12日発売。発売元はSTPR Records。

## 概要
- るぅと初のアルバム。
- 規格品版はSTPR-0002
- 君と僕の秘密基地発売の2019年10月30日に、全国流通盤として再販。規格品盤はSTPR-1004。
- ジャケットにはイラストレーターのフカヒレによるイラストが用いられている[1]。

## チャート成績
- 2019年11月11日付けのオリコン週間アルバムチャートで12位を記録[2]。

## 収録曲
特に特記のないものは、
作詞:るぅと、はいせ
作曲:るぅと、松、編曲:松
1. 昨日の僕とさようなら [3:28]
2. Pull the Trigger [3:11]
3. 今日も空は眩しいから [3:40]
4. ちこくしてもいいじゃん [3:03]（るぅと×莉犬）
作詞：るぅと
5. 君と僕のストーリー [3:12]
6. Flowering palettes [4:10]（すとぷり）